# F&C
F&C（エフアンドシー株式会社、英: F&C Co., Ltd.）は、東京都新宿区に本社を置くゲームソフト制作会社で、勃興期から存在する老舗メーカーの1つである。
会社法人としては、1997年（平成9年）3月31日に設立。一般には「IDES」（株式会社アイデス）より社名（商号）を変更したと認識されているが、実際は別法人として設立し、同社が所有していたブランドを含む事業及び従業員を継承している。

## 沿革
- 1987年（昭和62年） - 株式会社ジャストから有限会社キララが独立し、ブランドフェアリーテールを設立。デビュー作は『ふぇありぃてぃる』[1]。
- 1988年（昭和63年） - 有限会社キララの一部のスタッフが独立し、株式会社エルフを設立。
- 1989年（平成元年） - 有限会社キララが株式会社ジャストと共同でカクテル・ソフトを設立。ブランド名の由来は、両社のいいところを混ぜ合わせる（カクテルする）ことから。
- 1991年（平成3年）11月25日 - 沙織事件で摘発される。同年、有限会社キララから有限会社アイデス（IDES）に社名変更。
- 1992年（平成4年） - 音楽製作部門を、有限会社ミューズとして分社化。
- 1995年（平成7年） - 有限会社アイデス（IDES）が株式会社になる。
- 1996年（平成8年） - ミューズと決裂し、同社の音楽を使えなくなる。新たな音楽製作会社として有限会社ドアーズ（現：タイレルラボラトリー）を設立。
- 1997年（平成9年）5月1日 - 社名を株式会社アイデス（IDES）から株式会社エフアンドシー（F&C）に変更（事業の継承）。社名の由来はフェアリーテールとカクテル・ソフトの頭文字から。
- 1999年（平成11年）6月 - 社名を冠したF&Cブランドの初作品「FCN」（通信対戦ゲーム）を発売。
- 2001年（平成13年） - 組織再編と分社化を行い（#関連会社を参照）、FC01〜03の3つのレーベルを中心とした体制となった。基幹ブランドであるフェアリーテールは外注作品中心のブランドとして存続したが、もう一方のカクテル・ソフトは活動休止となった。この再編における系列分布は以下の通りである。
  - F&C・FC01 - フェアリーテールより『同窓会』など、カクテル・ソフトより『Canvas』など
  - F&C・FC02 - カクテル・ソフトより、『Pia♥キャロットへようこそ!!』、『With You』など
  - F&C・FC03 - フェアリーテールより、『Natural』・『PALETTE』など

このうちFC03は2002年（平成14年）に独立して有限会社ドリーム・ソフトを設立し、2004年（平成16年）にブランド名を新会社の社名に合わせ「DreamSoft」に変更した。
- 2004年（平成16年） - カクテル・ソフトが活動再開し、再開第1作となる『天空のシンフォニア』発売。☆画野朗らFC01の一部スタッフが独立し、有限会社CUFFSを設立。
- 2006年（平成18年） - DreamSoftが活動休止。その一部スタッフが独立し、合資会社スカイ・フィッシュを設立。
- 2009年（平成21年） - 本社オフィスを移転（東京都新宿区高田馬場2-8-3 佐々木ビル2F）。
- 2018年（平成30年） - 本社オフィスを移転（東京都新宿区高田馬場4-8-4 ORAGAビル9F）。

## 特徴

### F&Cカード
2000年から2006年の間、F&C作品の初回版によく付属していたプリペイドカードで、関連会社のRPAが運営する「きゃろっとアイランド」内の有料コンテンツが利用できた。
F&Cカードは、2000年に株式会社インターナショナルサイエンティフィックのライセンスを受けて発行を開始した。インターナショナルサイエンティフィックは、1999年にインターネット上のコンテンツへの課金システムに関するビジネスモデル特許を取得したことで話題になった会社である（ちなみに2012年時点ではインターネット関連事業からは撤退し、健康用品の販売業を営んでいる）。

## ブランド一覧
- フェアリーテール - 1987年〜
  - フェアリーテール/X指定 - 1991年
  - RED-ZONE（レッドゾーン） - 1993年〜2001年（休止）、2006年（再開後、再休止）、2008年（再再開）〜
  - HARDCOVER（ハードカバー） - 1994年〜2000年（その後F&C HARDCOVERへ）
  - 花月組 - 2002年〜2003年
  - 月星組 - 2003年
  - フェアリーテール team PANDA - 2005年
  - FAIRYTALE ETHIX - 2006年〜
- カクテル・ソフト - 1989年〜2002年（休止）、2004年（再開）〜
- サンタ・フェ - 1991年〜1993年
- FMC - 1994年〜1995年
- F&C - 1999年〜2001年、2003年
  - F&C FC01 - 2001年〜
  - F&C FC02 - 2001年〜
  - F&C FC03 - 2001年〜2004年（その後DreamSoftへ）
  - F&C HARDCOVER - 2005年〜
- DreamSoft - 2004年〜2006年（休止）

## 作品一覧
ここでは、主に組織改編以降に発売された作品のみを掲載している（F&Cブランド及びFMC等は除く）。組織改編以前の作品はフェアリーテール及びカクテル・ソフトの項を参照のこと。

### F&C
F&C
- 1999年6月23日 - FCN（F&C Network Games）
- 2000年1月28日 - Forever My Love 君を忘れない
- 2000年6月23日 - エナメルパニック!!
- 2001年1月13日 - PACHI姫 〜キューティーヒロイン伝説〜
- 2001年9月28日 - プリンセスメモリー・トゥルータイピング（F&C with Shall-luckから発売）
- 2003年8月15日 - F&Cファンディスク in 2003年夏祭り：コミックマーケット先行発売
  - 9月26日 - 一般発売
- 2020/09/25 - Natural 20th ANNIVERSARY PACK
- 2021年10月15日 - 3D Canvas -3D&VR EDITION-
- プロジェクト凍結[3] - Piaキャロットへようこそ!!AW（仮）[4]

#### F&C・FC01
- 2001年1月26日 - 同窓会again
  - 2001年8月24日 - 同窓会refrain
  - 2003年3月28日 - F&C DVD COLLECTION vol.1 同窓会again&refrain
- 2001年8月10日 - NAKED BLUE Canvas Wallpaper Collection：コミックマーケット先行発売
  - 9月21日 - 一般発売
- 2001年11月22日 - Canvas DVD 〜セピア色のモチーフ〜
- 2002年4月26日 - 水月 -すいげつ-
  - 2002年8月9日 - みずかべ：コミックマーケット先行発売
    - 9月27日 - 一般販売

  - 2007年10月26日 - 水月 -すいげつ-（パッケージリニューアル版）
  - 2023年3月31日 - 水月 ～すいげつ～ Grand Package
- 2002年7月26日 - H 〜いつかたどりつけた場所〜
- 2003年1月24日 - 木漏れ日の並木道
  - 2003年10月17日 - もれかべ 〜木漏れ日の並木道壁紙集〜
  - 2007年7月27日 - 木漏れ日の並木道（パッケージリニューアル版）
- 2003年4月30日 - Zyklus -ツィクルス-：会員限定
- 2003年8月29日 - 魔女っ娘ア・ラ・モード
  - 2003年12月28日 - まじょかべ 〜魔女っ娘ア・ラ・モード壁紙集〜：コミックマーケット先行発売
    - 2004年2月27日 - 一般販売

  - 2005年4月28日 - 魔女っ娘ア・ラ・モード DVD EDITION
- 2003年12月12日 - こなたよりかなたまで
  - 2005年3月25日 - こなたよりかなたまで（パッケージ新装版）
  - 2007年8月24日 - こなたよりかなたまで（パッケージリニューアル版）
- 2004年4月23日 - Canvas2 〜茜色のパレット〜
  - 2004年8月13日 - INNOCENT COLORS 〜Canvas2 Fan Disc〜：コミックマーケット先行発売
    - 9月24日 - 一般販売

  - 2006年10月6日 - Canvas2 DVD EDITION
- 2004年8月13日 - バーチャコールクロニクル：コミックマーケット先行発売
  - 9月24日 - 一般販売
- 2004年12月29日 - 街角のブーランジェ 〜注文の多いパン屋さん〜：コミックマーケット先行発売
  - 2005年1月28日 - 一般販売
- 2005年6月24日 - 魔女っ娘ア・ラ・モードII 〜光と闇のエトランゼ〜
- 2005年11月25日 - 部活規格
- 2007年1月26日 - 赤いCanvasシリーズ なでしこ 〜朱色のらせん〜
- 2007年9月28日 - ほしフル 〜星藤学園天文同好会〜
- 2008年8月15日 - かみてん -死神と天使が俺を狙ってる-：コミックマーケット先行発売
  - 9月26日 - 一般販売
- 2009年3月20日 - Canvas3 〜白銀のポートレート〜
  - 2009年12月29日 - VALENTINE PINK - Canvas3 Fan Disc：コミックマーケット先行発売
- 2009年10月23日 - Canvas ツインパック
- 2011年1月28日 - アクロウム・エチュード Canvas4
- 2012年12月20日 - 屋根裏の彼女（PSP版） ※販売はGN Software
  - 2013年4月26日 - こなかな2 Konatayori Kanatamade II（PC版）
- 2016/11/25 - Canvas 15th ANNIVERSARY PACK

#### F&C・FC02
- 2001年10月26日 - Pia♥キャロットへようこそ!!2 Me/2000対応版
- 2001年11月30日 - Pia♥キャロットへようこそ!!3
  - 2002年10月18日 - Pia♥キャロットへようこそ!!3 Premium Pack 〜劇場版公開 記念限定版〜
- 2002年8月30日 - あいかぎ 〜ひだまりと彼女の部屋着〜
  - 2004年2月27日 - あいかぎ DVD EDITION 〜ひだまりと彼女の部屋着〜
  - 2005年3月25日 - あいかぎ DVD EDITION 〜ひだまりと彼女の部屋着〜（パッケージ新装版）
- 2002年12月20日 - だぶるまいんど
- 2003年12月28日 - チェリッシュピザはいかがですか♥：コミックマーケット先行発売
  - 2004年2月13日 - 一般販売
- 2004年7月23日 - ホワイトブレス 〜with faint hope〜
  - 2007年5月25日 - ホワイトブレス 〜with faint hope〜（パッケージリニューアル版）
  - 2011年4月28日 - ホワイトブレス パーフェクトエディション+
- 2006年10月27日 - あいかぎ2 〜濡れた髪が乾く前に〜

#### F&C・FC03・DreamSoft
DreamSoftは、2006年の「エーテルの砂時計 〜ANGEL TIME〜」発表後、活動を休止している。
F&C・FC03
- 2001年7月27日 - Natural2 -DUO- DVD Edition
  - 2003年5月23日 - F&C DVD COLLECTION vol.3 Natural2 -DUO- DVD EDITION
- 2001年10月26日 - Beside 〜幸せはかたわらに〜
- 2002年6月28日 - 朝の来ない夜に抱かれて -ETERNAL NIGHT-
- 2003年2月7日 - 虹の彼方に
- 2003年9月26日 - Natural Another One
- 2004年1月30日 - ENSEMBLE 〜舞降る羽のアンサンブル〜

DreamSoft
- 2004年9月24日 - North Wind
- 2005年7月29日 - おね♥たま 〜ボクとお姉ちゃんと狐の湯〜
  - 2006年2月3日 - おね♥たま 〜ボクとお姉ちゃんと狐の湯〜 DVD
- 2005年10月28日 - Natural Another One 2nd -Belladonna-
- 2006年3月24日 - エーテルの砂時計 〜ANGEL TIME〜

#### F&C HARDCOVER
- 2000年2月25日 - ECHO
- 2005年1月28日 - L'Heure Bleue 〜ルール・ブルー〜
- 2006年4月28日 - 紅蓮に染まる銀のロザリオ

### フェアリーテール
2001年の組織改編以前のタイトルについてはフェアリーテールを参照。
フェアリーテール
- 2001年2月23日 - Lipstick ADV.4（リップスティックアドベンチャー4）
- 2001年6月22日 - 時の森の物語 〜TEAR〜
- 2002年2月8日 - ひまわりの咲くまち
  - 2003年3月28日 - F&C DVD COLLECTION vol.2 ひまわりの咲くまち
- 2002年8月30日 - いたずら姫
- 2002年9月27日 - 羊たちの憂鬱 〜コンクリートに映る影〜
- 2003年11月28日 - Hello Good-bye! 〜男ともだち女ともだち〜
- 2005年2月25日 - アルゴノーツ
- 2012年8月31日 - ドラゴンズレイド
- 2012年11月30日 - ミダラーナ 巨乳戦記
- 2013年4月26日 - ドラゴンズレイド2 催眠魔法と巨乳娘
- 2013年8月9日 - 信長の欲とボウ
- 2013年11月8日 - ドラゴンズレイド3 ドラゴンメイドと姫の帰還
- 2014年4月11日 - 学園・オブ・ザ・デッド
- 2014年9月26日 - 信長の欲とボウ 淫乳記
- 2015年5月1日 - 大人の痴漢電車倶楽部
- 2016年7月29日 - なつえっち ～めいといなかのなつやすみ～
- 2018年3月23日 - なつえっち2 ～ふたごといなかのなつやすみ～
  - 2020年10月30日 - なつえっち～ホリデーパック～（なつえっちとなつえっち2を同梱したドラマCD付きの廉価版）
- 2019年2月28日 - ねとられ姫
- 2019年3月29日 - 妖怪ゑッチ ～エチチな鬼だよう～

フェアリーテール花月組
- 2002年12月28日 - 月雀：コミックマーケット先行発売
  - 2003年2月14日 - 一般発売
- 鏡の中のオルゴール（3作シリーズ）
  - 2003年6月27日 - ひとつめの物語［THUMBELINA］
  - 2003年7月25日 - ふたつめの物語［SnowWhite］
  - 2003年9月12日 - みっつめの物語［Hänsel und Gretel］

フェアリーテール月星組
- 2003年6月27日 - たまきゅう

フェアリーテール（team PANDA）
- 2005年2月25日 - アルゴノーツ

FAIRYTALE ETHIX
- 2006年12月8日 - donor［ドナー］
- 2007年6月29日 - 蔵の中はキケンがいっぱい!?

### RED-ZONE（レッドゾーン）
2001年の組織改編以前のタイトルについてはフェアリーテール (ブランド)#RED-ZONE（レッドゾーン）を参照。
RED-ZONEは、2度活動を休止している。1度目は2001年の「研究日誌」発表後である。その後2006年に再開し「ナオ 〜女囚凌辱房〜」を発表後に再休止した。2008年に再再開したが、低価格でパッケージ版とダウンロード版を併用する路線に転向し、株式会社シャルラクプラスから販売している。開発元は尻娘魂道場である。
- 2001年3月30日 - 亜紀子&香奈子 絶叫ダブルパッケージ（通信販売専用）
- 2001年7月6日 - 研究日誌
- 2006年2月24日 - ナオ 〜女囚凌辱房〜
- 2008年10月24日 - おさわり痴漢列車
- 2008年11月28日 - マジカル熟女・神荻葉子
- 2009年4月24日 - お姉ちゃんチェ〜ンジ
- 2009年5月29日 - おしかけ☆パニック
- 2009年7月3日 - ボクの貞操を奪わないでっ!!
- 2009年8月14日 - 土御門先生と××なヒ・ミ・ツ
- 2009年9月18日 - 妹こうかん!
- 2009年9月25日 - 廃部計画
- 2009年10月23日 - とりつき 〜彼女が悪魔で悪魔が彼女〜
- 2010年1月15日 - でびる・メイクラヴ
- 2010年2月26日 - 娼囚令嬢
- 2010年5月14日 - ひめごとアンバランス こころとカラダのえっちなカンケイ?!
- 2015年1月30日 - 万引娘桃色性裁 万引きした幼な妻に生ハメ中出し!!
- 2015年3月27日 - 万引娘桃色性裁 万引きしたJKにザー汁指導!!
- 2015年5月29日 - 万引娘桃色性裁 万引きした妹に鬼畜お仕置き!!
- 2016年5月27日 - 村祀り桃色紀行 おのごろ村の淫祀り、生贄になった少女
- 2016年9月30日 - 村祀り桃色紀行 さかざ村の淫祀り、汚された巫女姉妹
- 2016年12月22日 - 村祀り桃色紀行 おのごろ村の淫祀り2
- 2017年12月22日 - ヤリチンの俺が女になったらヤリマンだった件
- 2018年5月25日 - 兄嫁催眠アプリ堕ち ～欲求不満の兄嫁に催眠アプリを使ったら立派な肉便器になりました～

＊日付はパッケージ版販売日

### カクテル・ソフト
2001年の組織改編以前のタイトルについてはカクテル・ソフトを参照。
カクテル・ソフトは2002年の「univ 〜愛・おまたせっ〜」の発表後、一時活動を休止し、2004年に再開している。
- 2001年5月25日 - univ 〜恋・はじまるよっ〜
  - 2002年5月31日 - univ 〜愛・おまたせっ〜
- 2004年11月26日 - 天空のシンフォニア
  - 2006年7月28日 - 天空のシンフォニア2
- 2005年8月12日 - カク箱 〜カクテル・ソフトスペシャルBOX〜：コミックマーケット限定発売
- 2006年2月3日 - Pia♥キャロットへようこそ!!G.O. 〜グランド・オープン〜
  - 2006年9月15日 - ぴあきゃろG.O. TOYBOX 〜サマーフェア〜
  - 2007年2月23日 - ぴあ雀
  - 2007年4月27日 - ぴあきゃろG.O. TOYBOX2 〜スプリングフェア〜
  - 2008年4月25日 - Pia♥キャロットへようこそ!!G.O. SE
- 2007年11月22日 - ティルアぱにっく
- 2008年1月25日 - Pia♥キャロットへようこそ!!G.P.
  - 2008年8月15日 - ぴあきゃろG.P. FD：コミックマーケット先行発売
    - 2008年9月26日 - 一般販売
- 2009年8月14日 - DokiDokiバケーション 〜きらめく季節の中で〜 フルセットリマスター：コミックマーケット先行発売
  - 2009年9月18日 - 一般販売
- 2009年12月25日 - Pia♥キャロットへようこそ!!4
- 2010年8月13日 - ぴあきゃろ4FD Piaキャロットへようこそ!!4ファンディスク
- 2016年2月5日 - きゃんきゃんバニー・プルミエール2 Refresh
- 2016年7月26日 - Piaキャロットへようこそ!! G.P. Refresh
- 2017/06/23 - Pia♥キャロ 20th ANNIVERSARY PACK
- 2018年10月26日 - きゃんきゃんバニー プルミエール3

### サンタ・フェ
- 1992年1月 - ディスク美少女大図鑑
- 1992年2月 - 101回目のアプローチショット
- 1993年2月5日 - 美少女オーディション 〜アイドルを探せ〜

### FMC
- 1994年9月28日 - 横浜エレジィ
- 1995年9月14日 - ガラスの運命

## 主要な制作スタッフ
- プロデューサー
  - 藤井純生（ふじい すみお） - 不死井と広報誌では名乗っている
- ディレクター
  - 弥七

### 元スタッフ・ 関係者
輩出したクリエイターの多さから西のTGL専門学校、東のF&C専門学校と呼ばれている。
- プロデューサー
  - 新海昇 - 創業者。
  - 井出健介 - 元株式会社アイデス代表。
  - 金杉はじめ（かなすぎはじめ） - 退社後DIVAを立ち上げたが、その後アダルトゲーム業界とは距離を置く。
  - 笹岡洋光
  - 稲村竜一 - 製作集団Division ZEROに所属するが、現在は退社。
  - 古川克郎 - 有限会社CUFFS取締役。
  - ひろもりさかな（別PN：弘森魚） - Dream Soft解散後、SkyFish代表へ。
  - 瑞原奈緒 - Parasol代表。

- シナリオ
  - 宮村優（みやむら ゆう） - Canvasシリーズのシナリオライターとして有名。現在フリー。
  - 田所広成（たどころ ひろなり） - 電撃ナースシリーズのライターとして有名。後にストーンヘッズ（PIL、Jam）代表、アナログファクトリー代表を務める。2018年12月逝去。
  - トノイケダイスケ -　後、CUFFSへ。
  - 春菜ななこ（はるな ななこ） - 後、The Lotusへ。
  - 蛭田昌人（ひるた まさと） - 後にエルフ代表取締役を務める。
  - 素浪人（すろうにん） - Dream Soft解散後、SkyFishへ。
  - 石川洋一（いしかわ よういち） - 殺しのドレス2,LipstickADV2,3 ロマンスは剣の輝きシリーズ他のシナリオライターとして有名。

- 原画・グラフィック
  - 江森美沙樹（えもり みさき、別PN:えもりん） - シルバーバレットへ。
  - 満月○
  - ひなた睦月（ひなた むつき） - 2008年2月29日に退社、フリーへ。
  - あ（本名：矢野尾雅俊） - 退社、現在非業界人。
  - てくてく
  - ☆画野朗（がやろう） - 後にCUFFSへ。
  - 香月☆一（こうづき　はじめ） - 後にLeaf東京開発室を経てフリーへ。
  - CHARM（ちゃーむ、別PN:鷲見努） - Leaf東京開発室長へ。
  - 中村毅（なかむら たけし、別PN:NAK村） - Leaf東京開発室へ。
  - みつみ美里（みつみ みさと） - Leaf東京開発室へ。
  - 甘露樹（あまづゆ たつき） - 後にLeaf東京開発室へ。
  - ばんろっほ - Leaf東京開発室を経てま〜まれぇどへ。
  - 武内よしみ（たけうち よしみ） - Leaf東京開発室を経てま〜まれぇどへ。
  - ちこたむ　- 後にフリー。
  - 橋本タカシ（はしもと たかし） - 後にCUFFSの姉妹ブランドSphereへ。
  - 蔓木鋼音 - Dream Soft解散後、SkyFishの設立に参加・合流へ。
  - 珈琲貴族 - 後に有限会社グングニルへ。
  - 松本規之

- プログラマー
  - KENJI -  BLACK PACKAGE 代表。
  - ほりりん - 後に、CUFFSへ。
- その他
  - 高向慎也 - 尻娘魂道場代表。
  - 糸瀬法隆 - 有限会社works ID代表。
  - ないずみみとみ - 後に北川由貴と改名、オーガストへ移籍。

## 関連会社
F&Cは2001年の組織改編以降、積極的に分社化を推進したため、関連会社は多岐にわたる。
ゲーム製作関連
- FC01株式会社 - F&C FC01ブランドのゲーム製作。
- FC02株式会社 - F&C FC02ブランドのゲーム製作。
- 有限会社ドリームソフト - F&C FC03、DreamSoftブランドのゲーム製作。現在は休眠状態。
- 花月組有限会社 - フェアリーテール・花月組ブランドのゲーム製作。
- 月星組株式会社 - フェアリーテール・月星組ブランドのゲーム製作。
- ヘッドクォーター株式会社（HQ） - 製作進行統括。
- FC-G株式会社 - グラフィック関連人材のマネジメント事業会社。
- 株式会社PIACCI - コンシューマーブランド『Piacci』のゲーム製作・発売。GN Softwareの作品の発売を担当。

その他の事業関連
- 株式会社シャルラクプラス - ソフトの販売。イベント運営等。
- アールピーエー株式会社（RPA） - F&C作品の通信販売等。
- 有限会社ニュース - 成人向けゲーム全般の通信販売。